# Otto Licha
Otto Licha (* 2. November 1912; † 9. April 1996) war ein österreichischer Feldhandballspieler.
Er war Mitglied des Teams, welches die Silbermedaille bei den Olympischen Sommerspielen 1936 gewann. Er spielte neben zwei Spielen auch im Finale mit.